# الودي نافار
الودي نافار (بالفرنسية: Élodie Navarre)‏ (و. 1979 – م) هي ممثلة من فرنسا . ولدت في باريس .

## روابط خارجية
- الودي نافار على موقع IMDb (الإنجليزية)
- الودي نافار على موقع روتن توميتوز (الإنجليزية)
- الودي نافار على موقع ألو سيني (الفرنسية)
- الودي نافار على موقع أول موفي (الإنجليزية)
- الودي نافار على موقع قاعدة بيانات الأفلام السويدية (السويدية)
- الودي نافار على موقع قاعدة بيانات الفيلم (الإنجليزية)
- الودي نافار على موقع كينوبويسك (الروسية)